# زئو

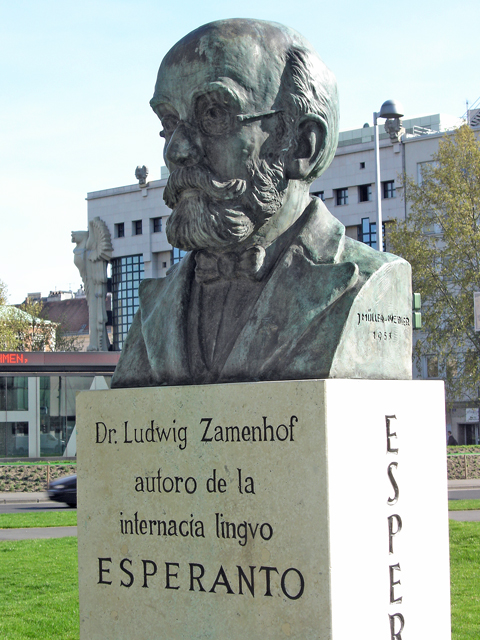
لودویک زامنهوف

زئو (به اسپرانتو: ZEO)، که مخفف Zamenhof/Esperanto-Objekto است، به معنی شیء نامگذاری شده با «اسپرانتو» یا «زامنهوف» است.
به‌عنوان مثال، کتاب Monumentoj pri Esperanto حاوی عکس، مشخصات و آدرس ۱۰۴۴ مجسمه، کوچه، خیابان، بولوار، یادمان، و میدان در ۵۴ کشور و در ۵ قارهٔ جهان، و حتی اجرامی در فضا است، که با اسم «اسپرانتو» و/یا خالق آن، «دکتر زامِنهوف» نام‌گذاری شده است.
این کتاب مستند، از انتشارات سازمان جهانی اسپرانتو است، که مقر اصلی آن در شهر رتردام کشور هلند قرار دارد و با سازمان ملل متحد و یونسکو دارای روابط رسمی است. فایل متن کامل این کتاب از وب‌گاه این سازمان قابل‌داون‌لود رایگان است.